# Strongsville
Strongsville is een plaats (city) in de Amerikaanse staat Ohio, en valt bestuurlijk gezien onder Cuyahoga County.

## Geschiedenis
Strongsville werd een officiële stad op 25 februari 1818, werd terug een dorp in 1923 en werd uiteindelijk toch terug een city in 1961.
Het is ontdekt door een groep kolonisten onder leiding van John Stoughton Strong, naar wie de city ook vernoemd is.
11 April, 1965, sloeg een F4 tornado in op Strongsville. Dit is de woonplaats in zijn jeugd geweest van John D. Rockefeller.

## Demografie
Bij de volkstelling in 2000 werd het aantal inwoners vastgesteld op 43.858.
In 2006 is het aantal inwoners door het United States Census Bureau geschat op 43.347, een daling van 511 (-1,2%).

## Geografie
Volgens het United States Census Bureau beslaat de plaats een oppervlakte van
63,8 km², geheel bestaande uit land.

## Plaatsen in de nabije omgeving
De onderstaande figuur toont nabijgelegen plaatsen in een straal van 12 km rond Strongsville.